# Tommaso Stanzani
Tommaso Stanzani (Bologne 1647 - 27 avril 1717) est un écrivain et dramaturge italien de la fin du XVIIe siècle et du début du XVIIIe, qui fut aussi un librettiste d'opéra.

## Biographie
Tommaso Stanzani passe la majeure partie de sa vie à Bologne excepté lors d’un séjour à Venise entre 1682 et 1687. Il a été membre de plusieurs académies comme celle des Arcadiens en 1712 dans laquelle il prit le nom d’Atresio Geonuntino.
Ses premières œuvres sont destinées au Teatro Formagliari de Bologne puis il part à Venise étudier pendant deux ans avant de revenir dans sa ville natale. Du drame lyrique, Tommaso Stanzani passe à la comédie, au drame rustique, à des œuvres traitant du conflit entre l’amour et l’héroïsme, ainsi qu'entre l’héroïsme et la vertu. Maria Grazia Accorsi, dans son article dans le Grove sur Tommaso Stanzani, affirme que les drames lyriques de Tommaso Stanzani sont surtout historiques et s’intègrent dans la structure formelle et narrative du XVIIe siècle.
La carrière de Tommas Stanzani débute par trois opéras mis en musique par le compositeur Petronio Franceschini. Cette collaboration aurait très bien pu continuer si le compositeur n’était pas décédé en 1680. En ce qui concerne Arsinoe, l’œuvre fut composée après L’Oronte di Menfi, datant également de 1676.